# 学校法人慈恵大学
学校法人慈恵大学（がっこうほうじんじけいだいがく）は、日本の学校法人。

## 歴史
- 1951年　前身の財団法人東京慈恵会医科大学が改編され、学校法人慈恵大学が設置される。

尚、各学校と病院の歴史については、それぞれのページを参照のこと。

## 設置校
- 大学院
  - 東京慈恵会医科大学大学院
- 大学
  - 東京慈恵会医科大学
- 専門学校
  - 慈恵第三看護専門学校
  - 慈恵柏看護専門学校

慈恵看護専門学校は、公益社団法人東京慈恵会が設置しており、本学校法人は設置者でない。

## 設置している病院
- 東京慈恵会医科大学附属病院
- 東京慈恵会医科大学葛飾医療センター
- 東京慈恵会医科大学附属第三病院
- 東京慈恵会医科大学附属柏病院
- 東京慈恵会医科大学附属晴海トリトンクリニック

## 税制上の優遇措置

### 特定公益増進法人
- 本法人は、『私立学校法第3条に規定する学校法人で学校の設置若しくは学校及び専修学校若しくは各種学校の設置を主たる目的とするもの又は私立学校法第64条第4項の規定により設立された法人で専修学校若しくは各種学校の設置を主たる目的とするもの』として特定公益増進法人の交付を受けている法人である。そのため、寄附金の額に応じて個人・法人の所得から控除（個人は確定申告、法人は当該事業年度の損金算入による手続き）される税法上の優遇措置を受けられる[1]。

### 受配者指定寄附金
- 企業等の法人が日本私立学校振興・共済事業団を通じて指定する学校法人へ行う寄附制度。本制度を利用することで、寄附金を支出した事業年度に当該寄付金額を損金に算入することがでる税法上の優遇措置[2]を受けられる。

### 寄附講座寄附金
- 企業等の法人が寄附講座寄附金（提携/連携講座寄附金など）を開設した場合、法人税法により、寄付金を支出した事業年度に当該寄附金額を損金に算入し、税法上の優遇措置を受けられるが本学では法人からの厚志は整備されていない。
- 個人が寄附講座寄附金（提携/連携講座寄附金など）を開設した場合、所得税法、住民税（地方税法(県民税・市町村民税)）により、総所得金額から寄附金の額を控除することができ、税法上の優遇措置を受けられるが本学では個人からの厚志は整備されていない。

### 現物寄附
- 租税特別措置法により、土地、建物、株など有価証券等の現物寄附の「みなし譲渡所得（値上がり益等）」は非課税として控除されるが本学では現物寄附による厚志は整備されていない。[3][4]

### 遺贈
- 租税特別措置法により、遺贈（遺言信託）を行った場合、相続税が非課税として控除されるが本学では個人からの厚志は整備されていない。[3][4]

## 関連企業
- 慈恵実業

## その他
- 売上高：664億円（2005年度3月期）、従業員数：5375名（2005年11月現在）

### 産学官連携
- 5つの研究協力体制を構築している。
  - 共同研究 民間企業・研究機関と本学による共同研究の実施
  - 受託研究 民間企業・研究機関からの研究受託の実施
  - 試料提供 研究試料の授受実施
  - 技術指導 本学が所有する技術などを民間企業などへの技術指導の実施
  - 臨床研究 民間企業や大学・研究機関と共同臨床研究の実施